# Oskar Halecki
Oskar Halecki (ur. 26 maja 1891 w Wiedniu, zm. 17 września 1973 w White Plains) – polski historyk, mediewista, bizantynolog, profesor Uniwersytetu Warszawskiego i uczelni zagranicznych, członek Polskiej Akademii Umiejętności, działacz emigracyjny, członek Koła Krakowskiego Towarzystwa Historycznego.

## Życiorys
Był wnukiem Józefa Macieja Haleckiego. Jego ojcem był Oskar Alojzy Halecki, generał (Feldmarschalleutnant) armii Austro-Węgier a matką Leopoldyna Dellimanić. Ukończył gimnazjum w Wiedniu (1909), następnie studiował historię na Uniwersytecie Jagiellońskim (1909–1914). W gronie jego mistrzów byli m.in. Wiktor Czermak, Wacław Sobieski i Stanisław Krzyżanowski. Krzyżanowski opiekował się przewodem doktorskim (praca O początkach parlamentaryzmu litewskiego, 1913) oraz habilitacyjnym Haleckiego (1915). W latach 1914–1915 Oskar Halecki uzupełniał studia na uniwersytecie w Wiedniu. Od 1915 był docentem w Katedrze Nauk Pomocniczych Historii Uniwersytetu Jagiellońskiego, a w 1918 przeniósł się na Uniwersytet Warszawski, gdzie objął Katedrę Historii Europy Wschodniej. W 1919 został mianowany profesorem zwyczajnym, w 1920 był dziekanem Wydziału Filozoficznego, a 1930/1931 dziekanem Wydziału Humanistycznego. Prowadził na UW wykłady z historii średniowiecznej Polski, stosunków polsko-litewskich do XVI wieku, dziejów Europy Wschodniej do XVII wieku. W latach 1925–1926 pełnił funkcję szefa Sekcji Uniwersyteckiej Międzynarodowego Instytutu Współpracy Umysłowej w Paryżu.
Obok pracy naukowej udzielał się społecznie. W 1926 r. wziął udział w Kongresie Eucharystycznym w Chicago, był członkiem Katolickiego Związku Badań Międzynarodowych (Union catholique des études internationales, organizacja lobbystyczna działająca przy Lidze Narodów) z siedzibą we Fryburgu i prezesem polskiej grupy Związku (1927–1929). Na I Kongresie Eucharystycznym w Poznaniu w roku 1930 wygłosił głośny referat pt. Eucharystia a odnowienie świata. Trzy lata później został pierwszym prezesem Zjednoczenia Pisarzy Katolickich (1933–1936). W latach 1934–1935 piastował ponadto obowiązki wiceprezesa Zarządu Głównego Związku Polskiej Inteligencji Katolickiej. Sprzeciwiał się wprowadzeniu przez rząd rozwodów cywilnych. Był także aktywnym członkiem Stowarzyszenia Katolickiej Młodzieży Akademickiej „Odrodzenie” oraz Międzynarodowej Federacji Studentów Katolickich „Pax Romana”. Współpracował z Katolickim Towarzystwem Wydawniczym „Kronika Rodzinna”. Swoją opinią przyczynił się do sukcesu wydawniczego powieści historycznej Zofii Kossak Krzyżowcy (1935), której zarzucano początkowo pozytywne przedstawienie islamu i ukazanie brutalności krzyżowców.
W chwili wybuchu II wojny światowej przebywał w Szwajcarii, później wyjechał do Francji. Był organizatorem Uniwersytetu Polskiego za Granicą w Paryżu (1940). Następnie wyemigrował do Stanów Zjednoczonych. Od 1944 r. do przejścia na emeryturę w 1961 r. kierował Katedrą Europy Wschodniej na Fordham University w Nowym Jorku. Był również wykładowcą Uniwersytetu Montrealskiego, Uniwersytetu Columbia (w Nowym Jorku), John Felice Rome Center (w Rzymie) i Uniwersytetu Kalifornijskiego w Berkeley. W latach 1942–1953 był dyrektorem, a 1953–1962 prezesem Polskiego Instytutu Naukowego w Ameryce (w Nowym Jorku), przyczynił się do powstania tego instytutu w 1942. Jego żoną była Helena Halecka (1892–1964). Oboje są pochowani  na cmentarzu Gate of Heaven Cemetery.

## Działalność publiczna
Niezależnie od pracy naukowej zajmował się działalnością publiczną. W czasie I wojny światowej należał do Naczelnego Komitetu Narodowego. Służbie wojskowej stanęła na przeszkodzie wada wzroku, niemniej jednak to w Centralnym Biurze Wydawnictw Naczelnego Komitetu Narodowego, agendzie wspierającej Legiony Piłsudskiego, ukazała się ważna praca Haleckiego o mniejszościach narodowych. Ogłosił podczas wojny kilka innych prac na tematy stosunków narodowościowych i religijnych. Był ekspertem delegacji polskiej na konferencję pokojową w Paryżu (w 1919), zajmującym się zagadnieniami historycznymi i prawnymi i sekretarzem generalnym Biura Prac Kongresowych, zgłaszał wówczas koncepcję powstania wspólnego państwa Polski, Litwy i Ukrainy. Popierał tzw. koncepcję federacyjną Józefa Piłsudskiego. Ogłosił drukiem kilka memoriałów, dotyczących zarówno mniejszości narodowych, jak i terytorium państwa polskiego.
Od stycznia do czerwca 1919 pełnił funkcję naczelnika Wydziału Oświaty w Ministerstwie Spraw Zagranicznych, w latach 1921–1924 brał udział w pracach sekretariatu Ligi Narodów w Genewie (m.in. jako sekretarz Komisji Współpracy Umysłowej Ligi Narodów). Współdziałał na tym polu z Albertem Einsteinem, Henrim Bergsonem i Marią Curie-Skłodowską, apelował o ścisłą współpracę, wymianę naukowców, a także literatury. Był zdecydowanym przeciwnikiem ZSRR, uczestnikiem ruchu prometejskiego wielokrotnie wypowiadał się na temat komunistycznego i sowieckiego zagrożenia dla Europy.

## Poglądy polityczne
Był rzecznikiem roli Polski jako „przedmurza chrześcijaństwa”, postulował konieczność podporządkowania się woli Watykanu. Wysoko cenił go papież Pius XII. Brał udział w obchodach 1000-lecia chrztu Polski w 1966. Od okresu wojny był silnie politycznie zaangażowany. Jego pozycja naukowa sprawiała, że stał się reprezentantem opinii w środowiskach intelektualnych i politycznych Ameryki. Przykładem może być jego udział w debacie radiowej ze stycznia 1944 na temat stosunków z Rosją, w której stawił czoła rosyjskiemu attaché wojskowemu oraz prof. Paresowi, zwolennikowi terytorialnych nabytków Stalina kosztem Polski. Słuchana w całej Ameryce debata (podobna do dzisiejszych debat telewizyjnych) zaowocowała lawiną gratulacji od wielu wybitnych postaci amerykańskiego życia publicznego. W artykule The Sixth Partition of Poland z 1945 Halecki dokonał analizy ustaleń jałtańskich względem Polski. Stwierdzał, że jest to pierwszy rozbiór, którego stroną są zachodnie demokracje, w obronie których polski żołnierz krwawił od 1939. W innym studium Post-War Poland (1944) wieszczył potrzebę odbudowania regionu i całej Europy na bazie federacji przypominającej Unię Europejską, choć jednocześnie sugerował jej rozszerzenie poza Atlantyk w ramach budowy wspólnoty transatlantyckiej.

## Członkostwo w instytucjach naukowych
Był członkiem wielu akademii i towarzystw naukowych. W 1927 został członkiem czynnym, dwa lata później członkiem zwyczajnym Towarzystwa Naukowego Warszawskiego. Był również członkiem Polskiej Akademii Umiejętności (w 1929 członkiem korespondentem, w 1936 członkiem czynny) oraz delegatem akademii do Conseil de Perfectionnement de l’Institut Francais de Varsovie (1932–1939). Ponadto brał udział w pracach Katolickiego Związku Badań Międzynarodowych w Polsce (w latach 1927–1929 prezes), Towarzystwa Naukowego we Lwowie (1938), Polskiego Towarzystwa Heraldycznego (prezes), Międzynarodowej Akademii Dyplomatycznej w Paryżu, Instituto per l’Europa Orientale w Rzymie (członek honorowy), Centre International de Synthese Historique w Paryżu, Polskiego Towarzystwa Historycznego na Obczyźnie (prezes). Członek założyciel Polskiego Towarzystwa Naukowego na Obczyźnie. Otrzymał nagrodę Kasy im. Mianowskiego (1920, za pracę O genezie i znaczeniu rządów andegaweńskich w Polsce) oraz nagrodę PAU im. J. U. Niemcewicza (1920); odebrał również kilka doktoratów honoris causa – Uniwersytetu w Lyonie (1935), Uniwersytetu Montrealskiego, Uniwersytetu DePaul, Uniwersytetu Fordham, Polskiego Uniwersytetu na Obczyźnie (1973). Brał udział w Międzynarodowych Kongresach Nauk Historycznych – w Brukseli  (1923) i Oslo (1928), Warszawie (1933) i Zurychu (1938), a po wojnie w Paryżu (1950), Rzymie (1955), Wiedniu (1960). Wchodził w skład prezydium Międzynarodowego Komitetu Nauk Historycznych.

## Zakres prac
W pracy naukowej zajmował się historią średniowieczną Litwy i Rusi, historią Cesarstwa Bizantyjskiego, historią średniowieczną Polski, historią najnowszą, a także naukami pomocniczymi historii oraz metodologią historii. Badał początki parlamentaryzmu na Litwie. Zainicjował szerokie badania porównawcze nad wpływem Bizancjum na politykę, gospodarkę i kulturę Europy. Analizował akt unii lubelskiej. Był autorem teorii o historycznym prawie Polski do ziem litewskich i ukraińskich. Dzieje Europy podzielił na trzy okresy: śródziemnomorski (do upadku cesarstwa rzymskiego), europejski (do początków kryzysu cesarstwa i papiestwa w końcu XIV w.) oraz atlantycki (rozszerzenie zasięgu wpływów Europy, pokój religijny w Augsburgu, konfederacja warszawska, edykt nantejski). W polityce ZSRR widział kontynuację imperializmu carskiego.

## Działalność publicystyczna i jej recepcja
Współpracował z pismami „Czas” (1914–1918), „Polen. Wochenschrift fuer polnische Interessen” (1915–1918), „Miesięcznik Heraldyczny” (1930–1939). Znany był z głośnych polemik naukowych, m.in. ze swoim wieloletnim przyjacielem Janem Konstantym Dąbrowskim (na temat roli Andegawenów w Polsce i postaci Władysława Warneńczyka). Wyróżniał się znakomitą pamięcią. Jubileusz pracy historyka uhonorowano wydaniem Księgi ku czci Oskara Haleckiego w 25-lecie jego pracy naukowej (Warszawa 1935). Jego poglądy oraz zaangażowanie w sprawy Millenium irytowały Władysława Gomułkę, komentowano je negatywnie w „Nowych Drogach”, nie było mowy o publikacji książek Haleckiego czy jego wizycie w kraju. Pierwsze książki ukazały się w Polsce dopiero po 1991 roku. W 1953 roku zaatakował Oskara Haleckiego na łamach „Kwartalnika Historycznego” Janusz Tazbir. Oskarżył go o bycie politykiem i działaczem burżuazyjnym, o których Bolesław Bierut powiedział, że wpatrzeni byli zawsze w „zachód” jak w tęczę i przez dziesiątki lat wpajali narodowi kult „zachodu” i jego opatrznościowych rzekomo dla Polski postaci. Uznał go za szowinistę, podżegającego naród polski przeciw bratniemu narodowi rosyjskiemu i nawołującego do nowego pochodu na wschód. Według Tazbira Halecki w swoich pracach przeprowadza gloryfikację podboju przez Polskę ziem wschodnich i jej roli na tamtych terenach, fałszuje rolę Kościoła i katolicyzmu w całej Europie, a w szczególności w Polsce. Zarzucił mu oderwanie się od narodu polskiego, uznał, że Halecki zatruwa naród jadem „historycznie umotywowanej” nienawiści w interesie obcych imperializmów i polskich klas posiadających. Oskarżył Haleckiego o stawianie za wzór polskim historykom nauki hitlerowskiej.

## Uczniowie
Seminarium Oskara Haleckiego (obok Marcelego Handelsmana) było w okresie międzywojennym jednym z najliczniejszych w Instytucie Historycznym Uniwersytetu Warszawskiego. Do uczniów z okresu międzywojennego należą m.in.: Stanisław Brzeziński, Anna Dembińska, historyk XVI w. córka Bronisława Dembińskiego, Halina Evert-Kappesowa, bizantynolog, Stanisław Herbst, historyk nowożytnik, Bogdan Horodyski, bibliotekarz, Józef Jasnowski, nowożytnik, Stefan Maria Kuczyński, mediewista, Wanda Maciejewska, archiwistka, Zygmunt Okniński mediewista, Janusz Pajewski, historyk XVI-XX w., Henryk Paszkiewicz, mediewista, Stefan Sobaniec, Władysław Tomkiewicz, historyk XVII wieku i badacz dziejów sztuki nowożytnej, Zygmunt Wdowiszewski, genealog i heraldyk.
Z okresu pracy w USA na Fordham University i Columbia University należy wymienić takie osoby jak: ks. Stanisław Bełch, Tadeusz V. Gromada, Leo John Haczynski, Taras Hunczak, Eugene Kusielewicz, Wasyl Lencyk, James F. Murray, Yale Richmond, Stanisław Tadeusz Skrzypek, Jakub Sobieski,
Thaddeus Vincent Tuleja, Lawrence Ralston Jr.

## Upamiętnienie
W ramach konkursu „Książka Historyczna Roku” nadawane są Nagrody im. Oskara Haleckiego.

## Publikacje
Pełna bibliografia prac: Michał Kozłowski, Bibliografia prac Oskara Haleckiego za lata 1908-2011, [w:] Oskar Halecki i jego wizja Europy, red. Małgorzata Dąbrowska, t. 2, Warszawa–Łódź: Instytut Pamięci Narodowej 2014, s. 218-269 .
- Herby na brakteatach wielkopolskich, Kraków: nakładem Towarzystwa Numizmatycznego 1910.
- Protestantyzm na Wawelu, Lwów 1910.
- Chaleccy na Ukrainie, Lwów 1911.
- Ród Łodziów w wiekach średnich, Lwów 1912
- Die Beziehungen der Habsburger zum lituanischen Hochadel im Zeitalter der Jagellonen, Innsbruck: Verlag der Wagner’schen Universitäts-Buchhandlung 1915.
- Das Nationalitatenproblem im alten Polen, Krakau: Zentral Verlagsbureau Des Polonischen Obersten Nationalkomitees 1916
- O początkach szlachty i heraldyki na Litwie, Lwów: Drukarnia Jakubowskiego 1916.
- Ostatnie lata Świdrygiełły i sprawa wołyńska za Kazimierza Jagiellończyka, Kraków: nakł. Akademii Umiejętności, 1915
- Przyłączenie Podlasia, Wołynia i Kijowszczyzny do Korony w roku 1569, Kraków: nakł. Akademii Umiejętności 1915.
- Zgoda sandomierska 1570 r. Jej geneza i znaczenie w dziejach reformacji polskiej za Zygmunta Augusta, Warszawa: Gebethner i Wolff – Kraków: G. Gebethner i Spółka, 1915.
- Litwa, Ruś i Żmudź jako części składowe Wielkiego Księstwa Litewskiego, Kraków: nakł. Akademii Umiejętności 1916.
- Unia lubelska: wykład habilitacyjny wygłoszony na Uniwersytecie Jagiellońskim 10 grudnia 1915 r., Kraków: nakł. aut. 1916.
- O początkach szlachty i heraldyki na Litwie, Lwów 1916.
- O zabytkach języka polskiego na Litwie w wiekach średnich, Lwów 1917.
- Wcielenie i wznowienie państwa litewskiego 1386–1401, 1917–1918.
- Dzieje Unii Jagiellońskiej, t. 1-2, Kraków: Akademia Umiejętności 1919-1920
- O Unji Jagiellońskiej, Warszawa: Wydawnictwo „Przeglądu Dyplomatycznego” 1920
- Liga Narodów, Poznań – Warszawa: Księgarnia św. Wojciecha 1921
- L’histoire de l’Europe orientale, 1923.
- Historyczne znaczenie wznowienia nuncjatury w Polsce, Kraków 1925.
- Moyen age et temps modernes, Paris: La Renaissance du Livre 1927.
- Polityka skandynawska Jagiellonów, 1927.
- Zagadnienia kulturalne w dziejach Unji Jagiellońskiej, Warszawa: Księgarnia Gebethnera i Wolffa, 1927.
- Potrzeby nauki polskiej w dziedzinie historji, 1929.
- Przełom w dziejach unji kościelnej w XIV wieku, Kraków 1929.
- Un empereur de Byzance æ Rome: vingt ans de travail pour l’union des églises et pour la défense de l’empire d’orient: 1355 – 1375, Warszawa: nakł. Towarzystwa Naukowego Warszawskiego 1930.
- Witold, Lwów: nakł. Polskiego Towarzystwa Historycznego 1931.
- Le désarmement et l’opinion internationale, Paris: Publications de la Conciliation Internationale 1932.
- L’historiographie polonaise du XIX et XX-e siecle, 1933, z (Bronisławem Dembińskim i Marcelim Handelsmanem)
- La Pologne de 963 a 1914, Paris: Librairie Félix Alcan 1933.
- La Pologne et la question d’Orient de Casimir le Grand à Jean Sobieski, Varsovie: Société Polonaise d’Histoire 1933.
- Rome et Byzance au temps du grand schisme d’occident, Lwów 1937.
- Małżeństwo królowej Jadwigi w świetle historii, Toruń: Postulacja Kanonizacji Królowej Jadwigi na Pomorze 1938
- Nowe uwagi krytyczne o wyprawie warneńskiej, Kraków: PAU 1939.
- Les nations martyres: Pologne, Paris: Éditions Albin Michel 1939.
- East Central Europe in postwar organization, Philadelphia 1943.
- The Crusade of Varna: A Discussion of Controversial Problems, New York: Polish Institute Arts and Sciences in America 1943
- Histoire de Pologne, New York 1945.
- Eugeniusz Pacelli – papież pokoju, Rzym: Wydawnictwo „Hosianum” 1951.
- The Borderlands of Western Civilization. A History of East Central Europe, New York: Roland Press 1952
- Imperialism in Slavic and East European History, 1952.
- De Hedvige Andegavensi, Regina Poloniae, eiusque in Historia Europae Orientalis momento gravissimo, Roma: Hosianum 1953.
- (współautor): James F. Murray, Pius XII: Eugenio Pacelli, New York: Farrar, Straus and Young 1954.
- Unia brzeska w świetle współczesnych świadectw greckich, Rzym: Sacrum Poloniae Millennium 1954.
- The Millennium of Europe, Notre Dame (Indiana) 1963.
- From Florence to Brest (1439-1596), Rome 1958 (wyd. pol.: Od unii florenckiej do unii brzeskiej, t. 1-2, Lublin: Inst. Europy Środkowo-Wschodniej – Rzym: Fundacja Jana Pawła II 1997)
- The Limits and Divisions of European History, 1962; tłum. pol.: Historia Europy – jej granice i podziały, Lublin: Inst. Europy Środkowo-Wschodniej 1994
- Pierwsze tysiąclecie katolickiej Polski, Roma: Edizioni Hosianum 1966.
- Tysiąclecie Polski katolickiej, Rzym: Edizioni Hosianum 1966.
- The place of Czestochowa in Poland’s Millennium, Washington: Catholic University of America Press 1967.
- Jadwiga of Anjou and the rise of East Central Europe, New York 1991; tłum pol.: Jadwiga Andegaweńska i kształtowanie się Europy Środkowowschodniej, Kraków: Towarzystwo Autorów i Wydawców Prac Naukowych „Universitas” 2000.
- Oskar Halecki: historyk – Szermierz Wolności, wybór i tł. Janusz Cisek, Warszawa: Instytut Pamięci Narodowej – Komisja Ścigania Zbrodni przeciwko Narodowi Polskiemu 2009 (antologia tekstów).
- Dzieje Unii Jagiellońskiej, t 1-2, oprac. Katarzyna Błachowska, Warszawa: Instytut Historyczny Uniwersytetu Warszawskiego – Wydawnictwo Neriton 2013.

## Ordery i odznaczenia
- Wielka Wstęga Orderu Odrodzenia Polski (11 listopada 1966, za zasługi położone dla Rzeczypospolitej Polskiej w twórczości na polu nauki)[14]
- Krzyż Komandorski Orderu Odrodzenia Polski (1935)
- Krzyż Kawalerski Legii Honorowej – Francja (1924)
- Krzyż Komandorski Orderu Św. Grzegorza Wielkiego – Watykan (1927)
- Kawaler Wielkiego Krzyża Łaski i Dewocji kawalerów maltańskich (1955)[15].